# پاشلک ژاپنی
پاشلک ژاپنی (نام علمی: Gallinago hardwickii) نام یک گونه از تیره آبچلیک است.